# Sân vận động Atleti Azzurri d'Italia
Sân vận động Atleti Azzurri d'Italia (tiếng Ý: Stadio Atleti Azzurri d'Italia), được biết đến với tên gọi Sân vận động Gewiss từ tháng 7 năm 2019 vì lý do tài trợ và được gọi là Sân vận động Bergamo trong các giải đấu thuộc UEFA, là một sân vận động ở Bergamo, Ý. Đây là sân nhà của câu lạc bộ Atalanta. Sân vận động có sức chứa 21.000 chỗ ngồi. Mặt sân bóng đá dài 120 m (130 yd) và rộng 70 m (77 yd).